# Can Pagès (Sabadell)
|  | Per a altres significats, vegeu «Can Pagès». |

Can Pagès és una masia situada al rodal de Sabadell, edificada en un replà a la dreta del torrent de Colobrers o de la Tosca, just quan surt de la gorja que l'ha encinglerat fins a darrere la casa. L'edifici no ofereix cap tret remarcable; és un conjunt d'edificacions obrades al llarg d'anys, forçades sempre per raons de necessitat i de servei. Actualment la masia funciona com a restaurant.
Un descendent de Can Pagès va establir la masia taverna a rampeu del camí de carro que anava de Sabadell a Castellar del Vallès; taverna on paraven les tartanes i hi feien "pa i trago", abans d'envestir el camí, en ambdós sentits, que començaven al peu mateix de la casa.
Can Pagès s'abasta de l'aigua que surt d'una profunda mina, anomenada font de Can Pagès, que anys abans rajava darrere la casa i actualment ho fa al peu mateix de la façana, i és molt concorreguda per gent que va proveir-se'n per a les necessitats domèstiques. Una part de l'aigua d'aquesta mina va a un petit viver de truites de riu que proveeixen la cuina del restaurant.